# Bénézet Bujo
Bénézet Bujo (* 4. April 1940 in Drodro; † 9. November 2023 in Fribourg) war ein kongolesischer römisch-katholischer Geistlicher und Moraltheologe.

## Leben
Bénézet Bujo studierte Philosophie und Theologie an den Priesterseminaren in Murhesa in Bukavu und  Niangara in Isiro sowie an der Universität Kinshasa (Universität Lovanium), in der Demokratischen Republik Kongo und empfing die Priesterweihe. Er war zunächst als Seelsorger im Bistum Bunia tätig. 1978 wurde er nach einem Doktoratsstudium an der Julius-Maximilians-Universität Würzburg promoviert. 1983 folgte die Habilitation in Moraltheologie, ebenfalls in Würzburg. Seine Promotion wie auch seine Habilitation hatten die Lehre von Thomas von Aquin zum Gegenstand.
Von 1983 bis 1988 lehrte er als ordentlicher Professor an der Katholisch-Theologischen Fakultät in Kinshasa. Von 1984 bis 1996 war er Lehrbeauftragter an der Catholic University of Eastern Africa in Nairobi. 1985 war er erster Gastprofessor bei „Theologie Interkulturell“ am Fachbereich Katholische Theologie der Johann Wolfgang Goethe-Universität Frankfurt am Main. Von 1987 bis 1988 war er Gastprofessor an der Universität des Saarlandes. 1988 folgte der Ruf auf den Lehrstuhl für Moraltheologie, Sozialethik und afrikanische Theologie an der Theologischen Fakultät der Universität Fribourg, den er bis zu seiner Emeritierung 2010 innehatte. Er war Vizerektor der Universität Fribourg. Von 1991 bis 2017 war er Gastprofessor am Hekima University College in Nairobi (2011), an den Universitäten Lund (1991), Johannesburg (2003–2004), Antananarivo (Université Catholique de Madagascar) (2017). Von 2011 bis 2015 war er theologischer Berater von Caritas Africa.
Bujo hat zahlreiche Arbeiten veröffentlicht zur westlichen Tradition, der afrikanischen Theologie sowie Thomas von Aquin. Er war Mitherausgeber der Studienreihe „Théologie africaine“.
Bénézet Bujo starb am 9. November 2023 im Kantonsspital in Fribourg.

## Schriften (Auswahl)
- Die Begründung des Sittlichen. Zur Frage des Eudämonismus bei Thomas von Aquin (Veröffentlichung des Grabmann-Institutes, N.F. 33), Paderborn-München-Wien-Zürich 1984
- Afrikanische Theologie in ihrem gesellschaftlichen Kontext. Düsseldorf 1986, ISBN 3-491-77654-6
- Die ethische Dimension der Gemeinschaft. Das afrikanische Modell im Nord-Süd-Dialog. Wien 1993, ISBN 3-451-23186-7.
- Wider den Universalanspruch westlicher Moral. Grundlagen afrikanischer Ethik. Freiburg im Breisgau 2000, ISBN 3-451-02182-X.
- als Herausgeber mit Juvénal Muya: African Theology. The contribution of the Pioneers. Paulines Publications, Nairobi 2005.
- Plädoyer für ein neues Modell von Ehe und Sexualität. Afrikanische Anfragen an das westliche Christentum. Freiburg im Breisgau 2007, ISBN 3-451-02223-0.